# ساگاندو (شهرستان آلای)
ساگاندو (به لاتین: Sogondu) یک منطقهٔ مسکونی در قرقیزستان است که در شهرستان آلای واقع شده‌است. ساگاندو ۲٬۴۵۹ نفر جمعیت دارد و ۲٬۰۶۲ متر بالاتر از سطح دریا واقع شده‌است.